# Stade Abdoulaye-Wade
Stade Abdoulaye-Wade (znany też jako Stade du Sénégal) – stadion piłkarski w Diamniadio w regionie Dakar w Senegalu. Mecze na tym obiekcie rozgrywa piłkarska reprezentacja Senegalu.
Pojemność stadionu wynosi 50 000, a koszt realizacji budowy stadionu wyniósł 270 mln $. Stadion był nominowany do nagrody w konkursie Stadium of the Year 2022 organizowanym przez serwis Stadiony.net, w którym zajął ostatecznie 8. miejsce.

## Historia
Stadion powstał 30 kilometrów od stolicy kraju, w Diamniadio. Miasto to powstało, aby zmniejszyć przeludnienie Dakaru, dlatego też zdecydowano się wybudować w tym miejscu nowy stadion dla reprezentacji Senegalu.
Patronem stadionu został Abdoulaye Wade, trzeci prezydent Senegalu.
Budowa rozpoczęła się w lutym 2020 roku. Zamierzano oddać stadion do użytku na lato 2021 roku, jednak przez pandemię koronawirusa termin otwarcia obiektu przełożono na rok 2022.
Oficjalna ceremonia otwarcia stadionu odbyła się 22 lutego 2022 roku, z udziałem m.in. Prezydenta FIFA, Gianniego Infantino i prezydenta Turcji Recepa Tayyipa Erdogana.

## Architektura
Stadion ma kształt prostokąta z zaokrąglonymi rogami, a dach pokrywa membrana mająca za zadanie chronić kibiców przed deszczem. Fasadę stadionu można w nocy podświetlać.
Trybuny są dwupoziomowe, blisko boiska ze względu na brak bieżni.